# Наум Томалевски
Наум (Нуне) Христов Томалевски е български учител и революционер, виден деец на Вътрешната македонска революционна организация, член на нейното Задгранично представителство, кмет на Крушево. Използва псевдонимите Летник, Лоенгрин, Н. Дреновски, Смиле и Смиле.

## Биография
Томалевски е роден в 1882 година в българско мияшко семейство в град Крушево, тогава в Османската империя. Баща му Христо Димов Томалевски е строител, по произход от Галичник, а майка му Коца Георгиева (Гьорева) Макрева Гарска – от Гари. Нейният баща Гьоре Макрев Гарски работи като дограмаджия в Скеча и там оглавява българската църковна и просветна борба, като отваря първата църква и училище. По-малкият му брат Димитър Томалевски също е активен македонски деец, а най-малкият му брат Георги Томалевски е писател, есеист.
Наум Томалевски завършва трето отделение в Крушево, след което заминава при баща си в София на гурбет. В София учи до пети клас, след което постъпва в Битолската българска класическа гимназия. В Битоля се запознава с революционните дейци Георги Попхристов, Георги Сугарев, Георги Пешков, и в 1901 година постъпва във ВМОРО, след като успява да заведе преоблечения като селянин Гоце Делчев до Даме Груев в Битолския затвор.
Поради афера е принуден да избяга в България. В столицата се запознава със социалистите Александър Антонов, Васил Главинов и Лазар Главинов, както и с Пейо Яворов, на когото помага в издаването на революционния вестник „Дело“, който защитава позициите на Вътрешната организация срещу тези на Върховния комитет. В 1902 – 1903 година Томалевски учи в българското педагогическо училище в Скопие, където участва в ученически революционен кръжок.
През юни 1903 година влиза в крушевска чета на ВМОРО, с която участва в Илинденско-Преображенското въстание в Крушевско. В дома на родителите му в Крушево е обявявена Крушевската република. След въстанието остава в Крушево като български учител и като член на околийския комитет на ВМОРО работи за възстановяване на революционната организация. Преследван от властите след предателство от гъркомани, Томалевски бяга в свободна България и учителства в Оряховско. Записва се в Софийския университет, но по-късно отново е учител в Козлодуй и Белослатинско.
Завършва философия в Лозана и в 1912 година литература във Фрибур, Швейцария. Балканската война в 1912 година го заварва в Киев, където се кани да специализира. Томалевски заминава за България, но наборната комисия го отлага в 1913 година и той става учител в Кюстендилската гимназия, а по-късно чиновник в Главната дирекция на статистиката. През Първата световна война завършва Школа за запасни офицери и е назначен за кмет на Крушево.
След загубата на войната, Томалевски е сред тези македонски дейци, които се опитват да възстановят македонското движение. На 3 февруари 1920 година заедно с Тодор Александров, Александър Протогеров, Иван Каранджулов, доктор Никола Стоянов, Георги Баждаров, Михаил Монев, Аргир Манасиев и други участва в заседанието, на което се взема решение за възстановяване на четническата дейност във Вардарска и Егейска Македония. Изпратен е от ВМРО на специална мисия в Западна Европа. Участва в обединителния конгрес на Македонската федеративна организация и Съюза на македонските емигрантски организации от януари 1923 година. В 1923 година Наум Томалевски е сред членовете основатели на Македонския научен институт. През август 1924 година Томалевски събира фактологическия материал за Мемоара за положението на българското малцинство в гръцка и сръбска Македония и го депозира в Обществото на народите.
На Шестия конгрес на ВМРО през февруари 1925 година Томалевски е избран за член на Задгранично представителство на ВМРО заедно с Кирил Пърличев и Георги Баждаров.
Томалевски пише в „Народност“, „Вардар“, „Македония“, „Седмична зора“. Част е от редакцията на списание „Македония“. През януари 1924 година Александър Протогеров и Наум Томалевски се срещат в Лондон с хърватския политик Степан Радич, като го увещават за съвместни действия на ВМРО и хърватската опозиция в Югославската скупщина. Заедно с Георги Баждаров и Йордан Гюрков правят обиколка в Европа през май 1925 година, в Австрия успешно договарят съвместни действия срещу Югославия с австрийския военен министър, унгарския министър-председател и с представители на италианското правителство.
След убийството на Александър Протогеров в 1928 година Томалевски застава на страната на протогеровистите. Иван Михайлов издава заповед за убийство на Наум Томалевски. На 2 декември 1930 година Томалевски е застрелян в двора на къщата си на улица „Руен“ (днес „Цанко Церковски“) №23 от Владо Черноземски и Андрей Манов. При преследването на убийците е прострелян Манов, който е задържан, но умира от раните си.
Негов личен архивен фонд се съхранява в Държавна агенция „Архиви“. Син на Наум Томалевски е архитектът Богдан Томалевски. Другият му син е журналистът Наум Томалевски, който е роден 1930 г.